# Izna
Izna(이즈나)는 웨이크원에서 결성한 대한민국의 6인조 걸 그룹이다. 아이돌 서바이벌 프로그램인 《I-LAND 2》를 통하여 결성일은 7월 4일이고 2024년 11월 25일 데뷔했다.

## 구성원
| 이름   | 소개 |
| ------ | --- |
| 마이   | - 본명: 토미오카 마이(富岡 茉衣) - 출생: 2004년 10월 28일(20세), 일본 - 포지션: 서브보컬, 서브댄서 - 활동 기간: 2024년 11월 25일~현재 |
| 방지민 | - 출생: 2005년 5월 8일(20세), 대한민국 - 포지션: 센터, 리드보컬, 리드댄서 - 활동 기간: 2024년 11월 25일~현재                          |
| 코코   | - 본명 : 나라이 코코(奈良井 胡々) - 출생: 2006년 11월 14일(18세), 일본 - 포지션: 메인래퍼, 메인댄서 - 활동기간: 2024년 11월 25일~현재 |
| 유사랑 | - 출생: 2007년 4월 18일(18세), 대한민국 - 포지션: 리드보컬, 리드래퍼, 리드댄서 - 활동 기간: 2024년 11월 25일~현재                     |
| 최정은 | - 출생: 2007년 8월 4일(18세), 대한민국 - 포지션: 메인보컬, 리드댄서 - 활동 기간: 2024년 11월 25일~현재                                |
| 정세비 | - 출생: 2008년 1월 22일(17세), 대한민국 - 포지션: 서브보컬, 리드댄서 - 활동 기간: 2024년 11월 25일~현재                               |